# Шевченко Катерина Дмитрівна
Катерина Дмитрівна Шевченко (4 грудня 1895, село Вовчик, тепер Лубенського району Полтавської області — 12 вересня 1965, місто Луцьк Волинської області) — українська радянська діячка, заслужена вчителька школи Української РСР, вчителька початкових класів Луцької семирічної школи № 6 Волинської області. Депутат Верховної Ради УРСР 3-го скликання.

## Біографія
Народилася в селянській родині. У 1917 році закінчила Мринську жіночу вчительську семінарію на Чернігівщині.
Трудову діяльність розпочала в 1917 році вчителькою сільської школи на Полтавщині, де пропрацювала протягом двадцяти двох років.
Восени 1939 року переведена на Волинь, працювала вчителькою Луцької семирічної школи.
Під час німецько-радянської війни перебувала у евакуації, працювала вчителькою в Куйбишевській області РРФСР.
З 1945 по 1958 рік — вчителька початкових класів Луцької семирічної (жіночої) школи № 6 Волинської області.
З 1958 року — персональний пенсіонер республіканського значення в місті Луцьку. Померла після важкої і тривалої хвороби.

## Нагороди
- орден Леніна
- орден Трудового Червоного Прапора
- медаль «За доблесну працю у Великій Вітчизняній війні 1941—1945 рр.»
- нагрудний знак «Відмінник народної освіти УРСР»
- заслужений вчитель школи Української РСР (2.03.1949)